# Sam Anderson
Sam Anderson (Wahpeton, 13 de maio de 1945) é um ator norte-americano.
Interpretou Holland Manners em Angel. Recentemente apareceu no seriado de TV Lost, no papel de um dos sobreviventes do voo 815, Bernard, marido de Rose.

## Vida pessoal
Sam Anderson masceu em Wahpeton, Dakota do Norte, EUA. Ele graduou-se na Universidade de Dakota do Norte em Grand Forks. Durante os anos 70, Sam cursou drama na Antelope Valley College em Lancaster, Califórnia.

## Personagens na televisão
- From the Earth to the Moon - Thomas Paine, 3º administrador da NASA
- CSI: Miami - Temporada 1, episódio 1
- Criminal Minds - Temporada 4, "House on Fire"
- WKRP in Cincinnati - Vários personagens
- St. Elsewhere - Mr McGrath
- T.J. Hooker - Leo Santee
- Hill Street Blues - Kenny Sterling
- Tales From The Darkside Bigalow's Last Smoke - Dr. Synapsis
- Dallas - Inspetor Frank Howard
- Magnum, P.I. - Ray Jones
- The Golden Girls - Mr Meyer
- 21 Jump Street
- Growing Pains - Willis Dewitt
- Perfect Strangers - Mr Sam Gorpley
- Star Trek: The Next Generation - Episódio "The Royale"
- Alien Nation - Thomas Edison no episódio "The Game"
- Picket Fences - Donald Morrell, Agente do FBI
- The Adventures of Brisco County, Jr - Simon Wolfe no episódio "Brooklyn Dodgers"
- The Pretender - Dr. Curtis, Temporada 2 "Over the Edge"
- The Stand - Whitney Horgan
- Millennium - Agente Jack Pierson
- The X-Files - Leamus no episódio "The Pine Bluff Variant"
- Friends - Dr. Harad
- Ally McBeal - Mark Harrison
- Angel - Holland Manners
- ER - Dr. Jack Kayson
- Married to the Kellys - Bill Kelly
- Everybody Loves Raymond - Agente Garfield
- Lost - Bernard Nadler
- Nowhere Man - Memory man in "Through a Lens Darkly"
- Sam Anderson and Mike Chille Variety Hour
- Malcolm in the Middle - Comissário de polícia
- Grey's Anatomy - Michael
- Leverage - Henry Retzing
- NCIS - Walter Carmichael, Temporada 8 "Worst Nightmare"

## Prêmios e indicações
Ovation Awards
- 2019: indicado a Melhor Ator em Peça de Teatro pelo papel de Ichabod Banks em The Bird and Mr. Banks[2]